# 大阪水上警察署

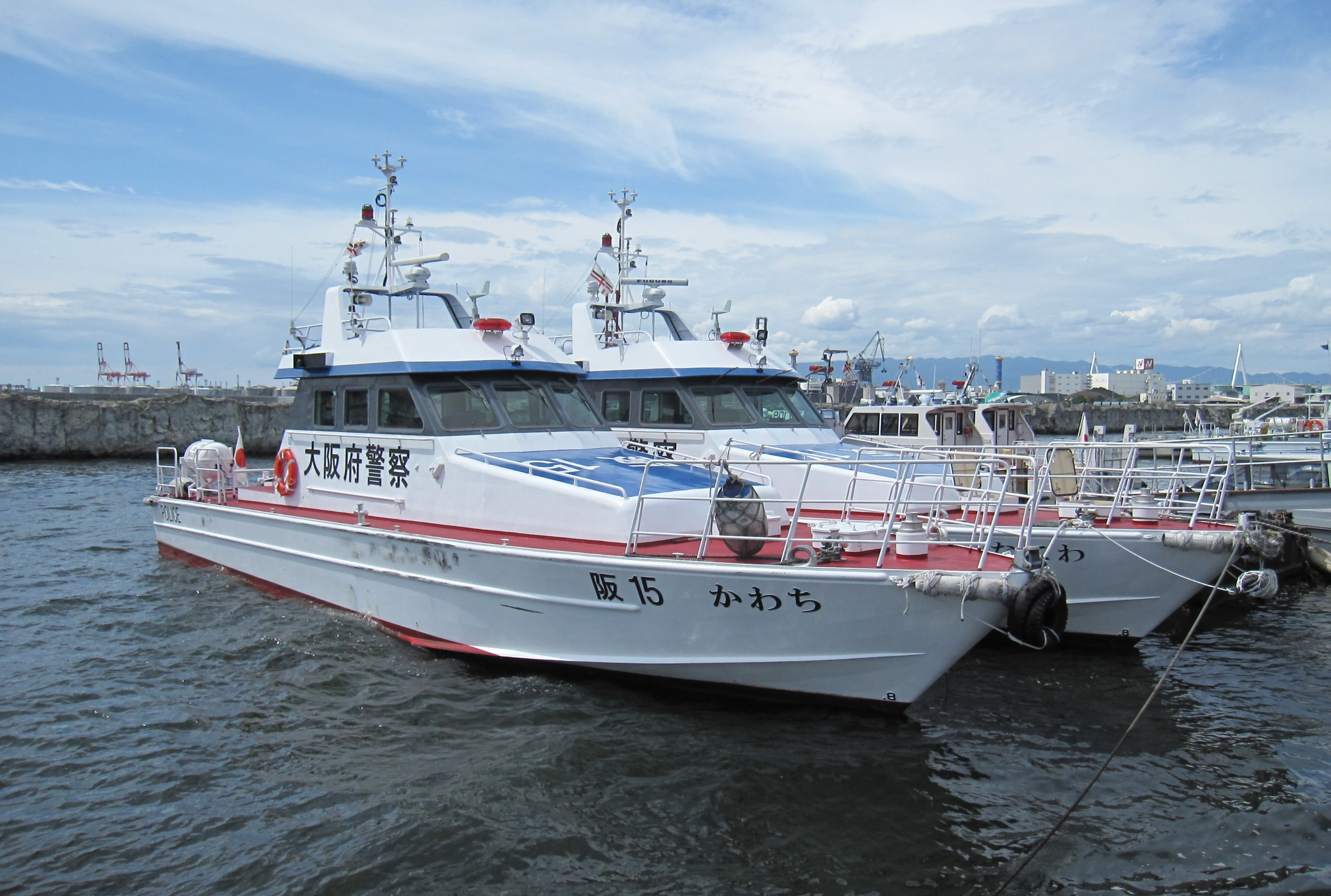
警備艇かわち

大阪水上警察署（おおさかすいじょうけいさつしょ）は、大阪府警察が管轄する警察署の一つである。神奈川県横浜水上警察署、兵庫県神戸水上警察署と並ぶ、日本で3つある水上警察署の一つ。

## 所在地
- 大阪市港区海岸通1丁目5番1号 
  - Osaka Metro中央線 大阪港駅

## 管轄区域
陸上
- 大阪市港区
  - 海岸通一丁目（大阪港咲洲トンネルのうち港区側の坑口以西は除く）
  - 海岸通二丁目（市道港区第二百三十号線・府道大阪港八尾線の区域を除く）
  - 海岸通三丁目（府道高速湾岸線を除く府道大阪港八尾線西側以西の区域）
  - 海岸通四丁目（府道大阪港八尾線西側以西の区域・なみはや大橋を除く市道港区第百九十二号線南側以南の区域）

水上
- 大阪府の区域に属する海面（大阪湾）
- 大阪府の区域に属する各水面
  - 左門殿川（阪神電鉄阪神なんば線鉄橋下流）
  - 中島川
  - 神崎川（阪神電鉄阪神なんば線鉄橋下流）
  - 淀川（阪神電鉄阪神なんば線鉄橋下流）
  - 正蓮寺川（北港大橋下流）
  - 安治川、尻無川、三軒家川、木津川、桜島入堀、天保山運河、三十間堀川、千歳堀、福町堀、木津川運河
  - 花見や天神祭や冬季のライトアップの際は堂島川、土佐堀川、大川まで警備艇が上ってくる

## 沿革
- 1881年（明治14年）：開署

## 交番
- 署所在地交番（大阪市港区海岸通一丁目5番1号）

## 警備派出所
- 泉州警備派出所（泉大津市なぎさ町4番10号）

## 警備艇
- 阪1 もず 8m型
- 阪2 さくらそう 8m型
- 阪3 はやぶさ 8m型
- 阪5 いこま 12m型
- 阪7 かつらぎ 12m型
- 阪10 こんごう 12m型
- 阪11 よどがわ 12m型
- 阪12 きづがわ 12m型
- 阪13 やまとがわ 12m型
- 阪15 かわち 17m型
- 阪16 いずみ 17m型
- 阪17 なにわ 17m型
- (退役) 阪2 はやちどり 8m型
- (退役) 阪3 いそしぎ 8m型
- (退役) 阪4 きじ 8m型
- (退役) 阪6 しらゆり
- (退役) 阪8 あじがわ 12m型
- (退役) 阪9 おおしお 12m型
- (退役) 阪14 せっつ 12m型
- (退役) 阪18 なみはや 23m型 1994-